# Diplosiphon baikalensis
Diplosiphon baikalensis är en plattmaskart som beskrevs av Timoshkin OA 200. Diplosiphon baikalensis ingår i släktet Diplosiphon och familjen Rhynchokarlingiidae. Inga underarter finns listade i Catalogue of Life.